# Casterets
Casterets település Franciaországban, Hautes-Pyrénées megyében. Lakosainak száma 17 fő (2022. január 1.). Casterets Mont-d’Astarac, Sariac-Magnoac és Thermes-Magnoac községekkel határos.

## Népesség
A település népességének változása:
| Lakosok száma | 13   | 13   | 13   | 13   | 13   | 14   | 16   | 17   |
|               | 2013 | 2015 | 2017 | 2018 | 2019 | 2020 | 2021 | 2022 |